# THE SIDE EFFECTS
『THE SIDE EFFECTS』（ザ・サイド・エフェックス）は、日本のロックバンド・coldrainが2019年8月28日にワーナーミュージック・ジャパンからリリースした、6作目のフルアルバムである。

## 概要
前作『FATELESS』よりおよそ2年ぶりとなるフルアルバム。プロデューサーは前作に引き続きMike "Elvis" Basketteが担当した。また、Masato曰く前々作『Vena』が「自分たちのルーツ音楽を意識」、前作『FATELESS』が「ワイドなサウンドを心掛けた」のならば、本作は「等身大」との事。
今作はコンプリートBOX(CD+DVD+Tシャツ)、初回限定盤(CD+DVD)、通常盤(CD)の3形態の発売となる。
また、本作の発売に先駆け、「REVOLUTION」「COEXIST」「JANUARY 1ST」のダウンロード販売と、YouTubeでは前述の3曲+「THE SIDE EFFECTS」のミュージック・ビデオのストリーミング配信も開始。なおミュージックビデオの説明欄に英詞とその対訳も掲載された(「COEXIST」以降)が、これはMasatoの「情報がどんどん楽に入手できるようになっているから、より分かりやすくすることに対して妥協してもいいのかなと。英語が分からない人に伝えるためには、俺らがそれを分かりやすく提示すればいいし、そうすれば反応もちゃんと返ってきますからね」という思いから。

## 記録
初週で8,317枚を売り上げ、オリコン週間アルバムチャート(2019年09月09日付)では10位を記録。

## 収録曲
Disc 1 (CD)
1. MAYDAY (feat. Ryo from Crystal Lake)
TVアニメ「炎炎ノ消防隊」第2クールOP主題歌[7]。
2. COEXIST
2nd配信限定シングル。MVも制作され、ストーリーパートには棚橋佑実子と永瀬匡、特殊メイクされたmasatoが出演している。
3. SEE YOU
4. SPEAK
5. THE SIDE EFFECTS
表題曲であり、MVも作られた。
6. JANUARY 1ST
3rd配信シングル。
シャウトやスクリームを用いていないバラードナンバー。また、MVも製作されたが、バラードのMVはcoldrainとしては初の試みでもある[8]。
1/1に亡くなったmasatoの愛犬に向けた曲。
7. INSOMNIA
8. ANSWER / SICKNESS
9. BREATHE
10. STAY THE COURSE
11. REVOLUTION
1st配信限定シングル。MVあり。
アーケードゲーム「機動戦士ガンダム エクストリームバーサス2」タイアップ曲。
12. LI(E)FE

Disc 2 (DVD)
- Making "THE SIDE EFFECTS"

(初回限定盤、完全生産限定盤のみ)